# Lerum
Lerum este un oraș în Suedia.

## Demografie
| \| Evoluția demografică a zonei urbane Lerum, 1970–2015 \| Evoluția demografică a zonei urbane Lerum, 1970–2015 \| Evoluția demografică a zonei urbane Lerum, 1970–2015 \| Evoluția demografică a zonei urbane Lerum, 1970–2015 \| Evoluția demografică a zonei urbane Lerum, 1970–2015 \| \| --------------------------------------------------------------------------------------- \| ---------------------------------------------------- \| ---------------------------------------------------- \| ---------------------------------------------------- \| ---------------------------------------------------- \| \| An \| \| \| Locuitori \| \| \| 1970 \| 1970 \| \| 11.407 \| 11.407 \| \| 1975 \| 1975 \| \| 13.013 \| 13.013 \| \| 1980 \| 1980 \| \| 13.519 \| 13.519 \| \| 1990 \| 1990 \| \| 14.816 \| 14.816 \| \| 1995 \| 1995 \| \| 15.426 \| 15.426 \| \| 2000 \| 2000 \| \| 15.543 \| 15.543 \| \| 2005 \| 2005 \| \| 15.819 \| 15.819 \| \| 2010 \| 2010 \| \| 16.855 \| 16.855 \| \| 2015 \| 2015 \| \| 26.913 \| 26.913 \| \| Sursa: SCB - Statistika Centralbyrån, Folkmängden per tätort. Vart femte år 1960 - 2016 \| \| \| \| \| |      |  |           |        |
| Evoluția demografică a zonei urbane Lerum, 1970–2015 |      |  |           |        |
| An |      |  | Locuitori |        |
| 1970 | 1970 |  | 11.407    | 11.407 |
| 1975 | 1975 |  | 13.013    | 13.013 |
| 1980 | 1980 |  | 13.519    | 13.519 |
| 1990 | 1990 |  | 14.816    | 14.816 |
| 1995 | 1995 |  | 15.426    | 15.426 |
| 2000 | 2000 |  | 15.543    | 15.543 |
| 2005 | 2005 |  | 15.819    | 15.819 |
| 2010 | 2010 |  | 16.855    | 16.855 |
| 2015 | 2015 |  | 26.913    | 26.913 |
| Sursa: SCB - Statistika Centralbyrån, Folkmängden per tätort. Vart femte år 1960 - 2016 |      |  |           |        |